# Arvid Kleven
Arvid Kleven (* 29. November 1899 in Trondheim; † 23. November 1929 in Oslo) war ein norwegischer Komponist.
Kleven studierte in Oslo Flöte bei Axel Andersen und Musiktheorie bei Gustav Lange. Ab 1919 war er Flötist im Orchester des Nationaltheaters, später Soloflötist im Orchester des Philharmonischen Vereins von Kristiania. Er komponierte eine Sinfonie, eine sinfonische Fantasie, ein sinfonisches Gedicht, ein Orchesterpräludium, kammermusikalische Werke, Klavierstücke und Lieder.

## Werke
- Vikingtog, Marsch für Klavier, 1917
- Dæmring für Klavier solo, 1920
- Vandliljer i et tjern, 1920
- Poema for Cello og Piano, 1920
- Appassionato für Klavier solo, 1921
- Poeme for Obo og Piano, 1922
- To historiske bilder für Klavier, 1922
- Lotusland für Orchester, 1922
- To Aquareller für Orchester, 1922
  - Clair De Lune
  - Regnbueøen
- Valse Mignonne für Salonorchester
- Canzonetta for Violin og Piano
- Skogens Søvn für Orchester, 1923
- Der Wald Sleep für Orchester, 1923
- Sonate 1 for Violin og Piano, 1924
- Fiolin Sonate, 1925
- 3 Sange for Sopran og Piano, 1925
- Piano Trio für Violine, Cello und Klavier oder zwei Fagotte und Klavier, 1925
- Symfonisk Fantasi, 1926
- 3 Sange for Sopran og Piano
- Sinfonia Libera In Due Parte, 1927
- Les Preludes, zwei Präludien für Klavier, 1928